# Oleñka Carrasco
Oleñka Carrasco (Puerto Ordaz, 1980) est une écrivaine et photographe vénézuélienne basée à Paris.

## Biographie
Oleñka Carrasco naît en 1980 à Puerto Ordaz, au Venezuela. Elle vit et travaille à Paris, en France,.
Elle étudie les lettres et les beaux-arts et obtient un doctorat en sciences humaines et sociales. C'est alors qu'on lui offre simultanément un appareil photographique à sténopé ainsi qu'une machine à écrire, sur laquelle elle travaille en écriture automatique et expérimente la combinaison des textes et des images. Elle sort de premières maquettes, dont Lettres de Paris, qu'elle présente en 2015 au Luma Rencontres Dummy Book Award, un prix consacré aux photolivres dans le cadre des Rencontres de la photographie d'Arles. En 2018, elle publie La latitud de los pasos : impresiones del Camino = La latitude des pas : impressions du Chemin, un journal bilingue espagnol-français sur son périple sur les chemins de Compostelle.
En 2022, elle obtient un mentorat à l'École nationale supérieure de la photographie.
En 2022, elle est lauréate du prix Photo Folio Review, ce qui la propulse dans la sélection officielle « In » des Rencontres de la photographie d'Arles 2023. Elle y expose Patria, tirée du livre éponyme (The Eyes Publishing, 2023). Dans ce livre, qui mêle un récit « solide et puissant » et photographie, elle raconte le deuil pour son père et aborde les questions identitaires auxquelles elle a dû faire face pendant la pandémie de Covid-19, tiraillée entre son exil en France et sa famille endeuillée au Venezuela,,,,,. À travers le suivi du deuil et de l'enterrement à distance de son père, elle est révoltée par « l'effondrement de son pays », qu'elle dénonce tout en traitant son histoire personnelle « avec force et pudeur »,.

## Œuvre
Oleñka Carrasco est une artiste pluridisciplinaire, mélangeant dans ses œuvres la photographie, le texte, le dessin et la performance, dont elle se sert pour aborder la thématiques du deuil personnel et national, mais aussi des thèmes plus larges tels que la mémoire et la réappropriation des souvenirs. Son œuvre est intimiste, immersive et sociale,.
- (es + fr) La latitud de los pasos : impresiones del Camino = La latitude des pas : impressions du Chemin (livre de voyages, Ediciones Casiopea, 2018)  (ISBN 9788494848230).
- (es) La nostalgia es una revuelta : las postales de Julieta Valero y Oleñka (épistolaire, avec Julieta Valero, Madrid, Tigres de Papel, 2017)  (ISBN 9788494652110).
- (es + fr + en) Patria (livre d'artiste, The Eyes Publishing, 2023)  (ISBN 979-10-92727-55-5).

## Prix et reconnaissance
- Luma Rencontres Dummy Book Award, Arles, 2015 (pour Lettres de Paris) et 2022 (pour Maison prêtée pour un deuil) : shortlistée et exposée aux Rencontres de la photographie d'Arles 2015 et 2022[2].
- Prix Photo Folio Review, Arles, 2022 (pour Maison prêtée pour un deuil)[6].